# Phygadeuon troglodytes
Phygadeuon troglodytes là một loài tò vò trong họ Ichneumonidae.